# Hyllus lugubris
Hyllus lugubris là một loài nhện trong họ Salticidae.
Loài này thuộc chi Hyllus. Hyllus lugubris được Vinson miêu tả năm 1863.